# Nucinella boucheti
Nucinella boucheti is een tweekleppigensoort uit de familie van de Manzanellidae. De wetenschappelijke naam van de soort is voor het eerst geldig gepubliceerd in 2005 door La Perna.